# Zonne
Zonne is een buurtschap in de Belgische provincie Oost-Vlaanderen. Het is gelegen tussen de plaatsen Sint-Laureins en Bentille.

## Toponymie
De naam Zonne is afkomstig van de in 1596 vermelde herberg Bachten der Sonne. De kaart van Pieter Pourbus (1562) vermeldt: Tzonneken en op de Ferrariskaarten (1770-1778) is sprake van Le Soleil. Het ontstond op een plaats waar dijken samenkwamen, waaronder de Graaf Jansdijk en de Beoostereedepolderdijk. De weg over de laatste dijk overbrugt het Leopoldkanaal via de Zonnebrug.